# بين جيمي
بين جيمي (بالإنجليزية: Ben Jamie)‏ هو رسام بريطاني، ولد في 1978.